# Hradišťský potok (přítok Ohře)
Hradišťský potok je drobný vodní tok v Krušných horách v okrese Chomutov. Je dlouhý 8,9 km, plocha jeho povodí měří 14,7 km2 a průměrný průtok v ústí je 0,11 m3/s. Správcem toku je státní podnik Povodí Ohře.
Potok pramení na jižním úbočí Lysé hory v nadmořské výšce 770 m n. m. v katastrálním území Nová Víska asi 1,25 km východně od železniční zastávky Rusová na trati Chomutov–Vejprty. Teče směrem na jih. Protéká malou vesnicí Hradiště, kde se nachází úpravna vody z vodní nádrže Přísečnice. Ve vesnici stojí malá vodní elektrárna s hltností 500 l/s a výkonem 834 kW, která také využívá vodu z Přísečnice a prostřednictvím potoka nadlepšuje průtok v Podkrušnohorském přivaděči.
Pod Hradištěm se koryto potoka rozdvojuje. Původní tok směřuje dále k jihu, protéká zaniklými obcemi Vernéřov a Mikulovice a vlévá se zleva do vodní nádrže Kadaň na řece Ohři. Umělé betonové koryto vede na jihozápad a po 2,2 km vlévá se do Podmileského potoka. Severně od jejich soutoku leží národní přírodní památka Ciboušov.